# Agacherstrook-oorlog
De Agacherstrook-oorlog, ook bekend onder de naam Kerstoorlog, werd in 1985 uitgevochten tussen de buurlanden Mali en Burkina Faso. In 1974 was het al eerder tot een gewelduitwisseling gekomen. Het conflict draaide om de 160 kilometer lange Agacherstrook in de noordelijke Burkinese provincie Oudalan. De strook is rijk aan mineralen en gas, waardoor beide landen sinds hun onafhankelijkheid de strook claimden.
Het conflict werd in 1986 beëindigd na een uitspraak van het Internationaal Gerechtshof, waarna de strook tussen beide landen werd opgedeeld.

## Achtergrond
Sinds hun eigen onafhankelijkheid aan het begin van de jaren zestig claimden zowel Mali als Burkina Faso, dat op dat moment nog bekend stond als Opper-Volta, de grensstrook. Sommige waarnemers waren van mening dat het conflict door beide partijen werd uitgelokt om de aandacht af te leiden van binnenlandse problemen. In Mali was het militaire regime van Moussa Traoré niet populair, datzelfde gold voor het militaire bewind in Burkina Faso.

## Eerste oorlog
Op 25 november 1974 raakten gewapende grenstroepen voor het eerst met elkaar in conflict. In eerste instantie bleef het bij een uitwisseling van vuur tussen verschillende grenstroepen. Bemiddeling van de Togolese president Gnassingbé Eyadéma en de Nigerese president Seyni Kountché leverde niets op. Begin 1975 waren verschillende Malinezen die in Burkina Faso woonden het slachtoffer van represailles tegen hen. Na een nieuwe bemiddelingspoging van de Organisatie van Afrikaanse Eenheid stopte het geweld.
In de tien jaar daarna bleven beide landen met elkaar in gesprek, zonder dat er een definitieve oplossing werd gevonden. In augustus 1983 was Thomas Sankara na een staatsgreep in Burkina Faso aan de macht gekomen. Onder zijn presidentschap namen de diplomatieke spanningen snel toe. Kranten in Burkina Faso begonnen te schrijven over een dreigende invasie vanuit Mali.

## Tweede oorlog
De regering van Burkina Faso hield in 1985 een volkstelling. Regeringsambtenaren bezochten daarbij een aantal kampen van de Fulbe, op grondgebied dat Mali claimde. De Malinese president Moussa Traoré veroordeelde de actie en zocht diplomatieke steun bij andere Afrikaanse leiders. Burkina Faso weigerde haar leger terug te treken uit het gebied, waardoor de spanningen verder toenamen.
Op 25 december 1985 lanceerde het Malinese leger een aanval op verschillende grensposten en politiebureaus op het grondgebied van Burkina Faso. Burkina Faso mobiliseerde snel het leger en ging in de tegenaanval. Het Malinese leger was echter beter voorbereid, waardoor zij verschillende steden en buitenposten innamen. Op 26 december viel een geschat aantal van honderd doden toen de Malinese luchtmacht Ouahigouya bombardeerde. 
Mali en Burkina Faso sloten op 30 december een staakt-het-vuren, na bemiddeling van de Ivoriaanse president Félix Houphouët-Boigny. Eerdere bemiddelingspogingen van Libië en Nigeria hadden gefaald. Het totaal aantal doden van de oorlog wordt geschat op tussen de 59 en 300.

## Diplomatieke oorlog
Halverwege januari 1986 sloten beide landen een akkoord waarna zij hun troepen terugtrokken naar de voor-oorlogse posities. In februari 1986 werden krijgsgevangen uitgewisseld, de diplomatieke banden werden in juni 1986 hersteld. Mali en Burkina Faso legden de zaak voor aan het Internationaal Gerechtshof in Den Haag. Deze oordeelde dat de strook van zo'n drieduizend vierkante kilometer opgesplitst moest worden. Beide landen gingen akkoord met het oordeel.